# Грот, Константин Яковлевич
Константи́н Я́ковлевич Грот (22 июня [4 июля] 1853, Царское Село — 29 сентября 1934, Ленинград) — российский филолог-славист, архивист. Профессор Варшавского университета. Член-корреспондент Российской академии наук, почётный член и корреспондент Чешской и Сербской академий наук, Чешского Общества наук, Чешского музея, Славянского института. Почётный член Петербургского и Московского археологических институтов, Лицейского Пушкинского общества.

## Биография
Родился в Царском Селе в семье академика Я. К. Грота и писательницы Наталии Петровны Семёновой (1824—1899), уроженки Рязанской губернии, дочери героя войны 1812 года писателя-драматурга и пародиста Петра Николаевича Семёнова (1791—1832) и сестры известных деятелей и писателей Николая Петровича Семёнова и Петра Петровича Семёнова-Тян-Шанского.
Брат философа Н. Я. Грота.
Учился в частной Петербургской гимназии Видемана (до 1867), а затем в Ларинской классической гимназии, где окончил курс в 1872 году с золотой медалью. Поступив на историко-филологический факультет Санкт-Петербургского университета, уже в 1874 году избрал своей специальностью славистику — как он сам отмечал, «не только следуя своим внутренним влечениям, но и, несомненно, под сильным влиянием университетских чтений Владимира Ивановича <Ламанского> и той духовной атмосферы, которая невольно создавалась около него, его кафедры и кружка его молодых почитателей». Интересуясь историей, он посещал лекции И. И. Срезневского, В. И. Ламанского и В. Г. Васильевского. В 1876 году окончил курс со степенью кандидата; был удостоен в феврале этого года золотой медали за сочинение на конкурсную тему «Разбор свидетельств Константина Багрянородного о южных славянах», в которой предпринял попытку выяснить степень достоверности свидетельств о поселении сербов и хорватов на Балканском полуострове, подверг критике скептицизм славянских учёных Рачкого и Дринова.
Оставленный при университете для приготовления к профессорскому званию по кафедре славянской филологии (у проф. В. Ламанского), он в том же 1876 году совершил первую летнюю частную поездку в Чехию и Моравию; со своими впечатлениями о славянском движении в том же году впервые выступил в печати. В следующие годы он продолжал свою ученую подготовку, занимаясь вместе с тем преподаванием русского языка и литературы в двух частных женских учебных заведениях. Проведя часть зимы 1878—1879 г.г. у своего брата профессора философии в Нежине в историко-филологическом институте кн. Безбородко, сблизился с известными профессорами-славистами — А. С. Будиловичем и Р. Ф. Брандтом. К весне 1879 года успел приготовиться к магистерским экзаменам, которые и сдал у профессоров Срезневского, Ламанского и А. Н. Веселовского (по всеобщей литературе). Работая над своей магистерской диссертацией из области средневековой истории западного славянства, он в то же время обработал и напечатал в «Записках Императорского Географического Общества» свою медальную работу об «Известиях Константина Багрянородного о сербах и хорватах и их расселении на Балканском полуострове», вышедшую и отдельным изданием (1880 г.).
В следующем 1881 году он окончил, напечатал и защитил в СПб. Университете свою магистерскую диссертацию «Моравия и мадьяры с половины IX до начала X в.», в которой исследовал вопрос о переселении мадьяр из первоначальной родины в Дунайскую равнину и о последствиях этого события для дунайского (особенно Моравии) и вообще всего западного славянства. Рассматривая подробно внешнеполитическое и внутреннее состояние объединившегося в Велико-Моравском княжестве дунайского славянства и силу немецкого на него напора, пришёл к выводу, несогласному с господствовавшим у чехов (Палацкий) взглядом о безусловно гибельно-роковом значении вторжения, и поселения мадьяр в Среднедунайской равнине для всего западного славянства; признавая великие бедствия, причиненные славянам дунайским мадьярским погромом, он проводит мысль, что в вековой борьбе славян с немцами мадьяры, создав на основах славянского быта свою державу, сыграли роль оплота для западного славянства против грозно наступательного движения (Drang nach Osten) германизма. Взгляд этот впоследствии получил значительное распространение к признание.
В 1882 году Грот получил ученую командировку и провел большую часть года в Праге, Вене и Будапеште, занимаясь изучением исторических памятников, а также вспомогательными науками — теоретически и практически: дипломатикой и латинской палеографией под руководством проф. Эмлера в Праге и профессоров Зикеля и Мюлленбахера в Вене, в Историческом Институте при Венском Университете, которому посвятил особую статью в Журн. Министерства Нар. Просвещения. Кроме того, посетил в том же году Новый Сад, Белград, Загреб, Триест и Любляну, где работал в местных архивах и библиотеках.
Весной 1883 года Константин Яковлевич получил одновременно два приглашения занять славянскую кафедру: от Новороссийского Университета (через посредство проф. А. А. Кочубинского) и от Варшавского (через проф. Будиловича), где тогда освободилась кафедра со смертью В. В. Макушева. По многим соображениям (особенно в виду большей близости к Петербургу и к границе) Грот предпочел Варшаву, и в том же 1883 г. был утвержден экстраординарным профессором. Осенью 1883 г. К. Я. начал там свою профессорскую деятельность. В Варшаве славистика по местному университетскому уставу имела несколько представителей, кроме доцентуры по славянским наречиям (курс практический Ф. И. Езбера) было ещё три профессора — слависта. Ф. О. Первольф читал славянскую этнографию и древности, проф. Вержбовский — историю польской литературы, а на долю Грота, как заместителя Макушева, оставалась история славян и история прочих литератур славянских. К славистике ещё примыкали специально русско-славянские лингвистические курсы проф. А. С. Будиловича, одного из представителей русской кафедры. По смерти проф. Первольфа (1891) К. Я. взял на себя ещё курс славянских древностей, предоставив этнографию и часть историко-литературных курсов преемнику Первольфа П. А. Кулаковскому. Рядом с лекциями шли и практические занятия со студентами-славистами (чтение литературных памятников), а сверх того К. Я. вел одно время и семинарий на старших курсах, на которых были распределены и его чтения.
Собственные специальные его занятия в период варшавской профессуры (1883-1899) вращались все в той же области западно- и южно-славянской истории, и главным образом в области истории Венгрии и старых угро-славянских отношений. Весной 1885 году он получил новую заграничную командировку на год (что совпало с его женитьбой).
Посетив летом Англию (Лондон и Оксфорд) и поработав в Британском Музее (о чём написал статью «Славянские рукописи Брит. Музея и славистика в Англии»), Грот большую часть года провел в Праге и Будапеште, работая в библиотеках и архивах и подготовил материалы для своей докторской диссертации. К её разработке он приступил по возвращении в Варшаву осенью 1886 года, а через два года приступил к её печатанию и осенью 1889 года представил её в С. Петербургский Университет на суд профессоров Ламанского и Васильевского. Этот труд под заглавием «Из истории Угрии и славянства в XII в. (1147 −1173)», после защиты его в С.Петербургском университете, доставил ему степень доктора славянской филологии, а вскоре затем и звание ординарного профессора в Варшаве. В этом исследовании путём подробного разбора и оценки внутренних событий и внешних отношений Угрии в XII веке к западному, главным образом германскому миру, к Византии и славянству, опровергает господствовавшее воззрение на характер «византийского влияния» в истории Угрии к определяет его как эпоху сильнейшего отпора внешнему завоевательному натиску Византии и постепенной уступки влияниям западным: латинству, папству и германизму. Угрия приобретает в это время характер западно-славянской державы. Этот труд Константина Яковлевича, был представлен в Академию Наук на соискание Уваровской премии, был удостоен, на основании оценки академика В. Г. Васильевского, половинной премии в 1891 году. В конце того же года скончался профессор Ф. О. Первольф, не успев кончить своего большого труда «Славяне, их взаимные отношения и связи». Приготовленная к печати, хоть и не совсем отделанная и законченная, 2-я часть вышла уже в 1893 году под редакцией К. Я. Грота.
В мае 1893 году скончался отец Константина академик Я. К. Грот. Его деятельность скоро сосредотачивается в новой для него научной области — разработки и обнародования ученого наследия и важнейших материалов из архива его отца. Занялся разбором бумаг и архива отца, изданием полного собрания его трудов и его литературной переписки, совместно с его другом П. А. Плетневым. Президент Академии Наук предложил поручить это дело сыну покойного К. Я. Гроту, а особые средства на издание назначил незадолго до своей кончины император Александр III, всегда сердечно относившийся к наставникам своего детства.
По решению Президента Академии К. Я. была дана осенью 1894 года годичная научная командировка в Петербург, впоследствии, продолженная ещё на год, до осени 1896 года. К. Я. за это время издал кроме книжки с биографическими материалами о своем отце, — три больших тома «Переписка Я. К. Грота с П. А. Плетневым», снабженных его историко-литературными примечаниями, а также начал подготовку к изданию полного собрания трудов Я. К. Грота.
С осени 1896 года Константин Яковлевич, вернувшись в Варшаву, возобновил профессорскую деятельность и продолжал её до весны 1899 года. За эти три года варшавского профессорства К. Я. Грот издал два первых тома «Трудов Я. К. Грота» (I. «Из скандинавского и финского мира», II. «Филологические разыскания»), новое дополненное издание книжки «Пушкин, его лицейские товарищи и наставники» к пушкинскому юбилею 1899 г., в дни которого он устроил в Варшавском университете небольшую пушкинскую выставку из пушкинских и лицейских автографов, документов, портретов, рисунков и реликвий собрания «Puschkiniana» своего отца; одновременно он продолжал ещё заниматься в области своей ученой специальности — славистики. По предложению Академии Наук (то есть её II-го Отделения), он написал подробный критический отзыв о представленной на соискание премии имени А. А. Котляревского книги профес. Ясинского «Падение земского строя в чешском государстве», и получил за свой отзыв от Академии установленную золотую медаль имени Котляревского.
В 1899 году, по завершении 20-летия профессорской службы, вышел в отставку. Переселившись осенью 1899 г. в Петербург, К. Я. Грот продолжил издание «Трудов» своего отца и публикацию материалов его архива. В течение следующих трех лет им составлены и изданы три новые тома собрания сочинений Я. К. Грота, а именно: III. «Очерки из истории русской литературы» (1901), IV. «Из Русской Истории» (1901) и V. «Деятельность литературная, педагогическая и общественная» (1903). Он считал, что гипотетическая повесть о начале Руси была цельным произведением, которая должна была рассказать о судьбе «Словенъ» на Дунае. В эти же и последующие годы им опубликован в исторических журналах и изданиях Академии Наук ряд новых историко-литературных и биографических материалов, касающихся писателей первой половины XIX в., а именно И. И. Дмитриева, Н. М. Карамзина, В. А. Жуковского, Н. В. Гоголя, П. А. Плетнева, И. И. Козлова, Ф И. Глинки, кн. П. А. Вяземского, Е. А. Баратынского, А. П. Буниной, А. П. Зонтаг и друг.
Пробыв в отставке менее 2-х лет, Константин Яковлевич весной 1901 г. вновь был причислен к Министерству Народного Просвещения и в этом качестве в течение нескольких лет подряд был назначаем Министром в Председатели Комиссий по государственным испытаниям в университеты Харьковский и Московский. С 1901 года — действительный статский советник. Кроме того занимался постановкой славяноведения в русской школе и развитию славянского самосознания в русском обществе, посвятил этим вопросам были многие свои статьи. В 1904 г. по случаю 50-летнего юбилея своего старого учителя — профессора акад. В. И. Ламанского, был издан под редакцией и при участии К. Я. юбилейный «Новый сборник статей по славяноведению учеников В. И. Ламанского» (1905). Позже К. Я. принимал участие в созванном в Петербурге предварительном съезде русских славистов.
В марте 1905 г. К. Я. Грот получил новое назначение заведующим Общим Архивом Министерства Двора. Его научная деятельность и интересы в связи с архивными занятиями в управляемом им учреждении и у себя на дому теперь ещё более сосредоточились на области русской истории и литературного развития эпохи первых десятилетий XIX в., к которой относились и издававшиеся при Архиве исторические памятники.
Рядом с исполнением текущих служебных обязанностей и с заботами о благоустройстве вверенного ему Архива, к нему перешло редактирование Архивного издания, «Камер-фурьерского журнала», то есть придворных церемониальных журналов (при соблюдении столетней давности, то есть в данное время печатались журналы первого десятилетия XIX в.), как важного исторического источника. За годы его управления Архивом (до 1917 г.) издано около 40 томов этого журнала с объяснительными «Приложениями» — выписками из дел Архива — за 12 лет (с 1806 по 1818 г.) и «Алфавитный указатель» за старые годы (1695—1774).
Одновременно Грот не оставлял своих работ по изданию литературных и биографических материалов из бумаг, собранных его отцом и из его семейного архива, а также из дел вверенного ему Архива. Кроме ряда небольших историко-литературных публикаций, им были изданы в период с 1900 до 1915 г. следующие труды и книги: «Из семейной хроники. Воспоминания для детей и внуков» Наталии Грот (то есть матери его) СПб. 1900 г., «По поводу школьной реформы»; составленный им сборник в память его брата — философа (ум. в 1899 г.) "Н. Я. Грот в очерках, воспоминаниях и письмах товарищей и учеников, друзей и почитателей " (СПб. 1911), и ещё ранее вышедший под его редакцией сборник статей Н. Я. Грота «Философия и её общие задачи» (СПб. 1904).
С 1904 по 1909 годы был председателем издательского отделения «Общества ревнителей исторического просвещения». За эти годы по его почину и под его редакцией Общество издало несколько очерков и книг, между прочим: «Галицкая Русь прежде и ныне» (1907), «Св. Кирилл и Мефодий и культурная роль их в Славянстве и России», «Славянство и мир будущего», Люд. Штура (перев. Ламанского, 2-е изд.) СПб, 1909. В следующие годы К. Грот стал членом комитета по изданию исторического сборника «Старина и Новизна», где поместил ряд своих статей и материалов.
Из историко-литературных тем (первой четверти XIX в.) К. Я. особенно привлекало изучение лицейского периода творчества Пушкина, биографий его наставников и товарищей и вообще царскосельская лицейская старина в связи с изучением лицейского собрания рукописей, бумаг и документов I-го курса, унаследованного им от отца.
В своих статьях «Из Лицейской Старины» («И. И. Пущин» и "Е. А. Энгельгардт"), «К Лицейским стихотворениям Пушкина», «Празднование лицейских годовщин при Пушкине и после него» и др. он использовал часть своих материалов. Но к исчерпывающему описанию и опубликованию своего лицейского архива, К. Я. имел возможность приступить лишь в начале 1911 г. Ввиду предстоявшего 100-летнего юбилея Лицея и благодаря содействию Лицейского Пушкинского Общества и II-го Отделения Академии Наук он составил и издал к 19 октября этого года свой труд «Пушкинский лицей. Бумаги I курса, собранные акад. Я. К. Гротом, с разными иллюстрациями, приложениями и некоторыми бумагами III и IV курсов Лицея» СПб 1911.
В 1912 г. К. Я. Грот приступил к разработке и изданию биографических и историко-литературных материалов связанных с деятельностию его отца, имеющих общий исторический и общественный интерес. Как начало таких публикаций, в декабре 1912 г. ко дню чествования Академией Наук 100-летней годовщины рождения академика Я. К. Грота (15 декабря) изданы два выпуска «Материалов к жизнеописанию» его, а именно: очерк «Предки, семья и детство», и, «Хронологический обзор его жизни и деятельности». Вскоре затем в 1915 г., по случаю 100-летней годовщины рождения его дяди, известного государственного деятеля К. К. Грота, вышел I том посвященного памяти К. К. Грота издания — «К. К. Грот как государственный и общественный деятель», в котором им помещены два очерка. Позднее изданы были три тома (I, III и IV) «Мемуаров» его дяди (по матери) Петра Петровича Семенова-Тян-Шанского («Эпоха крестьянской реформы» и «Семейная хроника»).
Несколько лет после революции К. Я. Грот управлял вверенным ему Архивом, но затем должен был — вследствие изменения в положении отдельных архивов и реорганизации всего Главархива — оставить свой пост, а затем и службу (с 1923 г.), тем более, что и силы его по преклонному возрасту стали убывать.
После отставки ограничился домашней кабинетной работой, главным образом над его личным семейным архивным материалом. Им подготовлен ряд статей и очерков, между прочим, литературно-биографический очерк о П. Н. Семенове, писателе-драматурге и современнике Пушкина, «В. Н. Семенов, литератор и цензор» (из литературной истории 30-х годов XIX в.), «Братья Н. А. и П. А. Лавровские (к 100-летней годовщине их рождения)», «Пушкин в царскосельском лицее летом 1831 г.», «К истории творчества Крылова». Часть этих работ послужила предметом докладов К. Я. Грота в «Пушкинском Доме» и «Славянской Комиссии».
Много статей Грота по славяноведению разбросаны в «Ж. М. Н. Пр.», «Изв. славянского благотв. общ.», «Зап. Имп. русск. геогр. общ.», «Русск. филологич. вестнике», «Варшав. унив. изв.», «Варш. дневнике» и др. изданиях.
Его труды неоднократно печатались в журнале «Русский филологический вестник».
Похоронен на Новодевичьем кладбище Санкт-Петербурга.

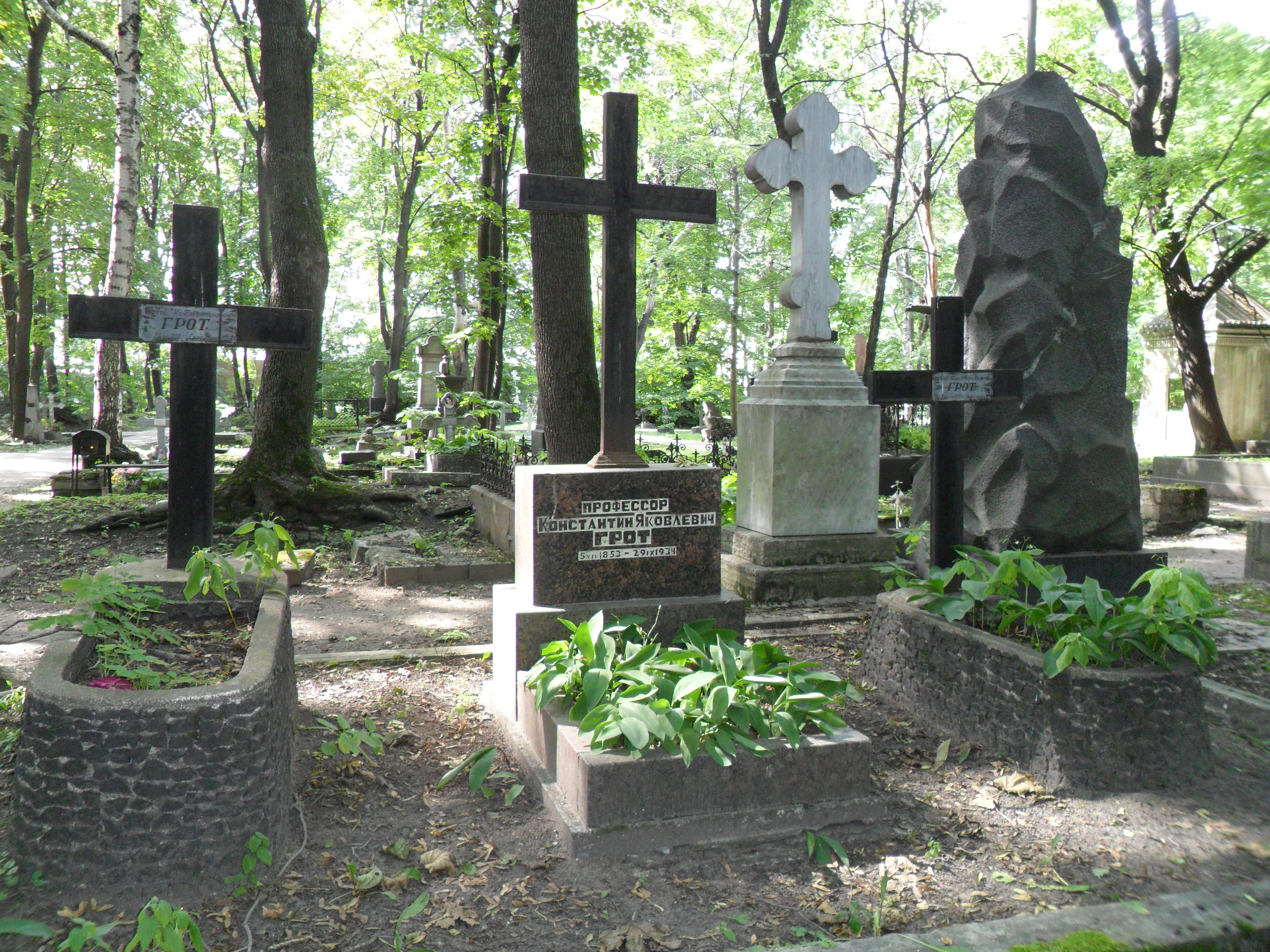
Могила К. Я. Грота на кладбище Новодевичьего монастыря в Санкт-Петербурге

## Сочинения
- Извѣстія Константина Багрянороднаго о Сербахъ и Хорватахъ (соч., написанное на факультетскую тему и удостоенное золотой медали въ 1876 г.), стран. 1 +4+232 (СПБ. 1880. IX томъ Записокъ Имп. Русск. Геогр. Общества и отдѣльно). Отзывъ В. И. Ламанскаго см. Протоколы засѣданій Совѣта Имп. С. Петерб. унив. за первую полов. 1875—76г., Но 13, СПБ. 1876, стр. 104—105. Отзывъ Т. Д. Флоринскаго въ Ж. M. H. Пр., ч. 214, 1881.
- Моравія и Мадьяры съ половины IX до начала X в. Спб. 1881, I + XXIV + 436 (магистер. диссертація). Записки Имп. Спб. Университета и отдѣльно. Отзывъ B. B. Макушева въ Русск. Фил. Вѣстн., 1882, т. VII., отр. 149. 1882.
- Взглядъ на подвигъ Славянскихъ первоучителей съ точки зрѣнія ихъ греческаго происхожденія. Мефодіевскій юбилейный сборникъ. Варшава. 1885
- Лондонскія замѣтки (Славянскія рукописи Британскаго музея. Славистика въ Англіи). Русск. Филолог. Вѣстникъ, кн. I. 1887
- Изъ исторіи Угріи и Славянства въ XII в. (1141—1173), стран. I + XII + 424; I + LXXVIII (Докторская диссертація). Варшава, 1889. Отзывъ: Истор. Вѣстн., 1890, т. 39, стр. 200—202; Wl. Milkovich въ Mittheil, des Instituts f. österr. Geschichtsforsch., XIV, 1893, 359—364.
- Ha берегахъ Дикой Орлицы (Изъ поѣздки въ Чехію). Русск. Вѣстникъ, 1891 апрѣль и май. Извлеченіе, по-чешски въ сборникѣ «Potštýn», 1897, стр. 66—75.
- Изъ исторіи давнихъ угро-славянскихъ отношеній. Варш. Универс, Изв., 1891 № 8.
- Исторія Венгріи. Энциклопед. Словарь Брокгауза и Ефрона, І-е изданіе, т. X. 1892.
- Славянскія основы идей и дѣятельности Яна А. Коменскаго. Славянск. Обозр., 1892 май—іюнь; чешск. перев.: Slavn. Almanach morav. učitelstva (K jubil. J. A. Komenského. Kroměříž, 1892).
- Къ характеристикѣ пропаганды уніатства въ Австріи. Слав. Обозрѣніе, 1892.
- Два эпизода изъ жизни Финляндіи въ послѣдніе годы царствованія имп. Николая I. Историч. Вѣстн., 1897. іюль.
- «Житіе пр. I. Наумовича», Мончаловскаго (рецензія). Hов. Время, 1898. 27 окт., приложеніе.
- Знакомство со славянствомъ, какъ необходимый элементъ средняго образованія. Нов. Время, 1898, 16 ноября, Но 8521.
- Критическій отзывъ o книгѣ г. Ясинскаго: Паденіе земскаго строя въ чешскомъ государствѣ. Спб. 1899. Акад. изд.: Присужденіе премій имени A. A. Котляревскаго.
- Славяновѣдѣніе — въ Словарѣ Брокгауза и Ефрона, І-ое изд., 59-й полутомъ. 1900
- Къ вопросу o націонализаціи русской школы. Слав. Вѣкъ, Но 26, 1900. 15 сент.
- Объ изученіи Славянства. Судьба славяновѣдѣнія и желательная постановка его преподаванія въ университетѣ и средней школѣ. Спб. 1901.
- O книгѣ W. R. Morfill: A History of Russia from the birth of Peter the Great to the death of Alexander II. Нов. Время, Приложеніе 1902, 1 мая, Ho 9394.
- B. A. Жуковскій въ Москвѣ въ 1837 г. Отд. отт. изъ Акад. Сборника въ память Н. В. Гоголя и B. A. Жуковскаго. 1902
- Петръ Александровичъ Плетневъ. Біограф. очеркъ. Русск . Біограф. Словарь Имп. Р. Ист. Общ.; отд. оттиски. 1902
- Памяти Адольфа Ивановича Добрянскаго. Изв. СПБ. Слав. Благотв. Общ., 1902 декабрь.
- Къ исторіи журналистики въ сороковые годы прошлаго вѣка. «Современникъ» Плетнева и сатира Я. К. Грота. Лнтературн. Вѣстникъ, 1903 т. IV, кн. 8, стр. 362.
- Н. М. Карамзинъ и Ф. М. Глинка (Матеріалы къ біографіямъ русскихъ писателей). Изв. Отд. русск. яз. и слов. И. A. H., 1903 т. VIII, кн. 2.
- К. К. Гротъ въ юности и въ первую эпоху олужбы. Спб. 1904. Изъ Сборника въ память K. K. Грота.
- Изъ исторіи славянскаго самосознанія и славянскихъ сочувствій въ русскомъ обществѣ (Изъ 40-хъ годовъ XIX в.). Правит. Вѣстникъ, 1904 авг. 26, 27, 28, и 29 и оттиски.
- Карпато-дунайскія земли въ судьбахъ славянства и русскихъ историческихъ изученіяхъ. Новый Сборникъ статей по славяновѣдѣнію учениковъ В. И. Ламанскаго. Спб., 1905.
- Изъ Лицейской Старины. Е. А. Энгельгардтъ и И. И. Пущинъ. Истор. Вѣстн., 1905, іюль и августъ.
- Къ лицейскимъ стихотвореніямъ Пушкина (поправки и варіанты). Ж. М. Н. П., 1905, октябрь.
- Императоръ Александръ III въ отношеніяхъ своихъ къ наставнику своей юности. Старина и Новизна, кн. XI, 1906.
- Польское славяновѣдѣніе конца XVIII и первой четверти XIX в. В. А. Францева. Нов. Время, 1906, 15 авг., Но 11287.
- К. Смитъ, датскій славистъ (1811—1881). Матеріалы для исторіи славистики. Русск. Филол. Вѣстн., 1907, № I.
- Галицкая Русь прежде и ныне. Исторический очерк и взгляд на современное состояние. (недоступная ссылка). СПб., 1907.
- Истинные пути къ славянокой взаимности (По поводу разговоровъ o всеславянскомъ съѣздѣ). Московск. Вѣдом., ред. A. C. Будиловича, 1908, 29 и 30 апр., Но 98 и 99.
- B. B. Морфиль, проф. Оксфордскаго университета (Очеркъ). Ж. M. H. П., май 1910.
- Празднование Лицейских годовщин при Пушкине и после него. СПб., 1910.
- Пушкинскій Лицей (1811—1817). Бумаги І-го курса, собранныя академикомъ Я. К. Гротомъ. Спб. 1911, стр. XXIV + 461.
- Матеріалы и т. д. Хронологическій обзоръ жизни и дѣятельности Я. К. Грота. Спб., 1912.
- Эпизодъ съ рескриптомъ Имп. Александра ІII o русско-финляндскихъ отношеніяхъ. Изъ записной книжки Я. К. Грота. Старина и Новизна, 1911, Москва, кн. 14.
- Историкъ Славянской взаимности. Памяти проф. I. I. Первольфа Къ 20-лѣтію со дня его смерти. 1911
- Памяти Ивана Порфирьевича Филевича. Hов. Время, 1913. 8 янв., Но 13228.
- Славянство и русская школа. Hов. Время, 1913, 22 мая, Но 13359.
- Балканская распря и славянскій вопросъ. Слав. Изв. Но 44, 15 сент. 1913.
- Словечко за соблюденіе правилъ и духа русскаго языка. Hов. Время, 1913 21 ноября, Но 13541.
- Памяти П. А. Кулаковскаго. Hов. Время, 1913 21 дек., Но 13571.
- И. П. Филевичъ, очеркъ. Ж. М. Н. П., 1913 май.
- П. А. Кулаковскій, очеркъ. Ж. М. Н. П., 1914 мартъ.
- Я. К. Гротъ. Біограф. очеркъ въ 3-хтомномъ акад. изданіи: «Имп. Акад. Наукъ» (1889—1914), III. Матеріалы для Біограф. Слов. (Спб. 1915), стр. 226—263.
- Владимир Иванович Ламанский. — Пг.: Тип. т-ва А. С. Суворина «Новое время», 1915. — 25 с.: портр.
- Двѣ замѣтки въ защиту чистоты русской рѣчи. Hов. Время, 1917. 30 янв. и 21 февр.
- Памяти героя (К. И. Филевича, убитаго подъ Реймсомъ). Hов. Время, 29 апр.
- Первая задача войны (въ искорененіи прусской гегемоніи и милитаризма), Русская Жизнь (въ Харьковѣ), 1917, 16 іюля.
- Литературный очеркъ (переработанный въ 1924 г.) для изд. «Пушкинъ и его современники» o П. Н. Семеновѣ.
- Кто авторъ сатиры на первыхъ министровъ Александра I. Изъ матеріаловъ по изданію Державина. Изв. Акад. Наукъ СССР., Отд. обшеств. наукъ, 1931, № 1.